# Helnæs
Helnæs jest półwyspem znajdującym się po południowo-zachodniej stronie duńskiej wyspy Fionii w cieśninie Mały Bełt. Jest położony ok. 20 km na południowy wschód od miasteczka Assens, z którym połączony jest drogą na północ i jednocześnie należy do gminy Assens.

## Historia
Półwysep był zamieszkany już w czasach epoki kamienia, dlatego można na nim spotkać prehistoryczne artefakty, takie jak dolmeny na wzgórzach na południe od Madeln i Helneæsskov. Pierwszy raz wzmiankę o Helnæs można odnaleźć w historycznych zapisach z 1231r., gdzie został wspomniany jako “Hælghænæs”, czyli „święty cypel”.

## Geografia

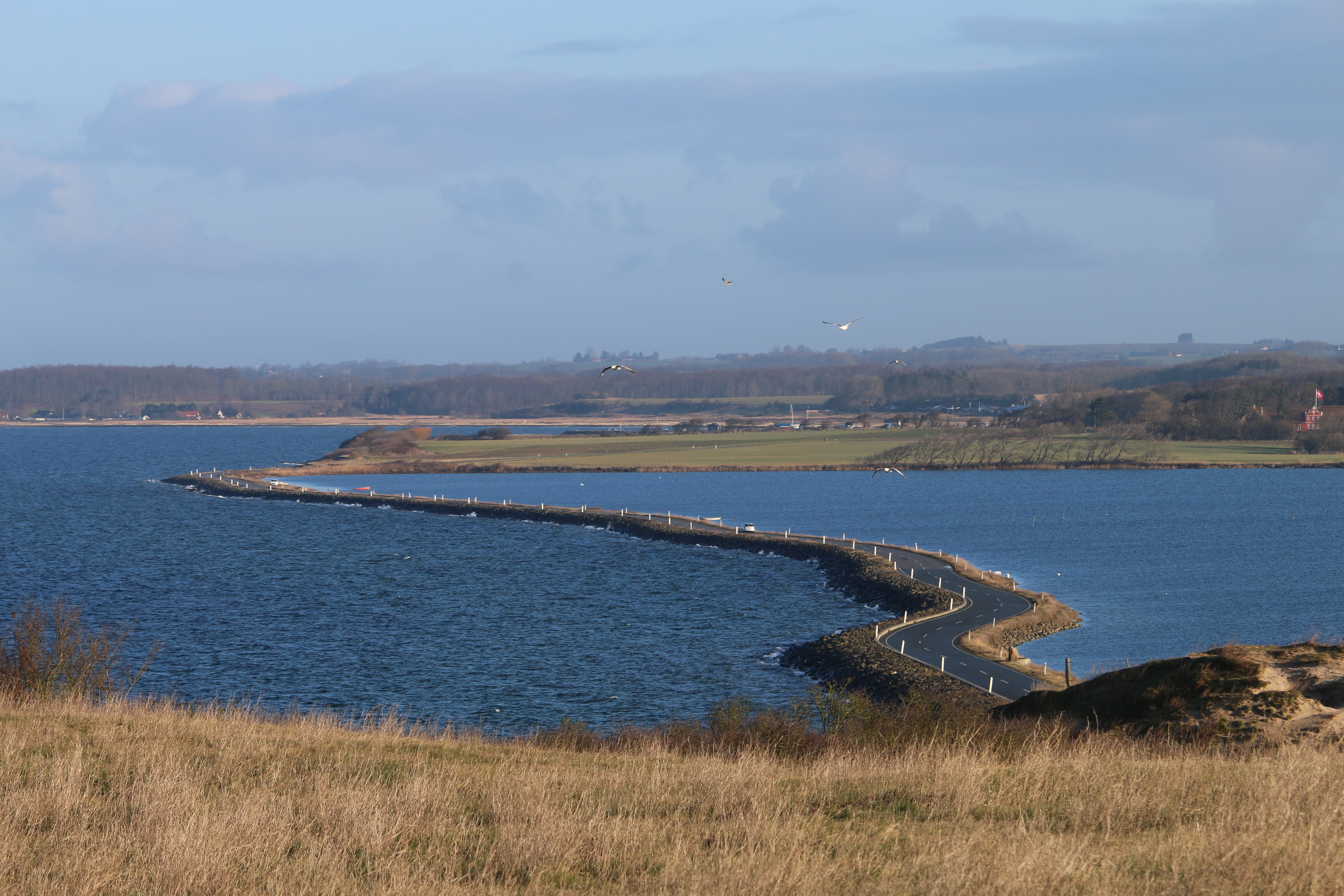
Półwysep Helnæs

Jedyną miejscowością na półwyspie jest Helnæs By, która znajduje się w jego centralnej części. Na terenie półwyspu rozciągają się trzy rezerwaty przyrody: wzgórza Bobakkerne oraz liczne łąki – Maden, które zostały nabyte przez Danish Nature Agency i są dostępne dla wędrowców oraz Feddet. Jednocześnie agencja prowadzi starania w celu poprawy i ochrony natury półwyspu. Najwyższe wzniesienie na terenie Helnæs ma wysokość 30 m.

## Krajobraz
Na półwyspie znajduje się kamień runiczny zwany Kamieniem Runicznym z Helnæs oraz latarnia morska o wysokości 28 m, która została wybudowana w 1901r. W okolicy Helnæs By znajduje się kilka dworków: Wedellsborg, zamek Krengerup, Brahesborg oraz zamek Hagenskov.
W 2010 roku wioska na Helnæs zostało uznane za wioskę roku w gminie Assens.